# Valheim
Valheim is een computerspel dat is ontwikkeld door de Zweedse spelontwikkelaar Iron Gate en uitgegeven door Coffee Stain Publishing. Het survival- en sandboxspel is op 2 februari 2021 vroegtijdig uitgebracht en is 13 dagen na uitgave al meer dan 2 miljoen keer verkocht.
In het openwereldspel neemt de speler de rol aan van een Viking die een procedureel gegenereerde wereld moet verkennen, zien te overleven en vijanden moet verslaan.